# Valentine J.E. Ryan
Valentine J.E. Ryan (1883 — 1947) foi um alpinista britânico autor de muitas ascensões no Maciço de Monte Branco em colaboração com os guia de alta montanha dos irmãos Lochmatter, mas em particular com Franz Lochmatter.

## Biografia
O nome de Valentine Ryan está associado a uma série de arestas e vias de montanha como o que aconteceu com Young, Knubel, Coolidge, Almer, etc.
A colaboração com Franz Lochmatter vai durar até à morte deste no Weisshorn em 1933, altura em que Ryan deixa progressivamente o alpinismo.

## Ascensões
- 1904 - Travessia de Les Drus
- 1904 - Aiguille Verte pelo corredor em Y
- 1904 - Pointe Young (3 996 m) nas Grandes Jorasses
- 1905 - Face N da Aiguille des Grands Charmoz
- 1905 - Face E e aresta N da Aiguille du Grépon
- 1905 - Face SE du Weisshorn
- 1906 - Aresta E da Aiguille du Plan que ficou com o seu nome; Aresta Ryan
- 1906 - Primeiro percurso integral da aresta E de Dent d'Hérens
- 1906 - Premeira ascensão da aresta N do Nordend
- 1906 - Face SE do Täschhorn
- 1914 - Variante do itinerário Young-Knubel da Aiguille du Grépon